# HC Dresden
Der HC Dresden war ein Handballclub aus Dresden, der 2001 aus der Handballspielgemeinschaft des USV TU Dresden und dem ESV Dresden heraus entstand.

## Geschichte
Die Handballabteilungen des USV TU Dresden und dem ESV Dresden bildeten zum Saisonstart der Oberliga-Sachsen 2000/01 eine Spielgemeinschaft unter dem Namen HSG USV/ESV Dresden. Aus dieser SG entstand in der darauf folgenden Saison der HC Dresden. Der HCD spielte zwei Jahre im Mittelfeld der Oberliga, bis ihm 2004 die Sachsenmeisterschaft und der damit verbundene Aufstieg in die drittklassige Regionalliga Mitte gelang. In derselben Spielzeit wurden die HC-Handballer auch Sachsenpokalsieger und waren damit auch für die Hauptrunde des DHB-Pokal 2004/05 qualifiziert. Die Saison darauf wurde der HCD der Regionalliga Süd zugeordnet, da die RL-Mitte aufgelöst wurde. Am Ende der Saison 2005/06 stand der HC Dresden als Absteiger fest und musste den Gang in die Oberliga Sachsen antreten. Im Jahr 2006 wurde der HC Dresden bei der Neugründung des HC Elbflorenz 2006 e.V. mit einbezogen, der dann auch das Oberligastartrecht vom HCD übertragen bekam und in der Saison 2006/07 als HC Elbflorenz an der Oberliga-Sachsen teilnehmen konnte.

### Spieler- und Trainerpersönlichkeiten
| - Andrej Minevski (Handballspieler) - Alexander Minevski (Handballspieler) | - Wolfgang Pötzsch (Handballtrainer) - Peter Rost (Berater) |

## Erfolge
| HC Dresden - DHB-Pokal Hauptrunde 2004 - Sachsenpokalsieger 2004 - Aufstieg Regionalliga Mitte (3. Liga) 2004 - Sachsenmeister (4. Liga) 2004 | USV TU Dresden - Aufsteiger in die Oberliga Sachsen (4. Liga) 1997/98 - Staffelsieger der Verbandsliga Sachsen 1996/97 | ESV Dresden - Aufsteiger in die Oberliga Sachsen (4. Liga) 1995/96 - Staffelsieger der Verbandsliga Sachsen 1994/95 |

## HC Elbflorenz
Der HC Elbflorenz wurde 2006 gegründet und verfolgte das Ziel, in der Handball-Bundesliga zu spielen. In der Saison 2009/10 schafften die HCE-Handballer als Vizemeister die Qualifikation für die neu gegründete Handball-Oberliga Mitteldeutschland. 2012 gelang dem HC Elbflorenz der Aufstieg in die 3. Liga Ost.